# Aedes koreicus
Aedes koreicus (лат.) — вид кровососущих комаров рода Aedes (Culicidae). Потенциальный переносчик паразитических нематод и вирусов. Он происходит из Восточной Азии, но недавно стал инвазивным, обнаружен во многих регионах Европы.

## Распространение
Было показано, что Aedes koreicus является энзоотом в Японии, Северо-Восточном Китае, Республике Корея (Южная Корея), некоторых частях России, но недавно был обнаружен в Бельгии, Италии, Германии, Венгрии, Словении, Швейцарии, Австрии и Казахстане.
Также обитают на востоке России (Приморский край, Сахалин), а в последние годы их также начали замечать в Краснодарском крае и Крыму.

## Описание
Взрослые особи Aedes koreicus относительно крупные и демонстрируют чёрно-белый узор из-за наличия белых чешуйчатых пятен на чёрном фоне на ногах и других частях тела. Они сильно напоминают Aedes japonicus (которые также прижились за пределами своего естественного ареала) тем, что у них также есть чёткие продольные линии на скутуме (дорсальная часть грудной клетки), что является диагностическим признаком различения между Aedes aegypti и Aedes albopictus. Основным отличительным признаком между двумя видами является наличие полной базальной полосы на заднем четвёртом тарсомере. У особей Aedes koreicus с острова Чеджудо, юго-запад материковой части Республики Корея (Южная Корея), пятый задний тарсомер с неполной бледной базальной полосой, чего нет у экземпляров с материка. Эта характеристика присутствует у всех особей в составе популяций из Бельгии и Италии.
Личинки Aedes koreicus были обнаружены размножающимися в искусственных местах сбора воды, таких как садовые пруды, бочки с водой, вёдра, цветочные горшки, выброшенные шины и другие водосодержащие сосуды, а также в естественных местах сбора, таких как дупла деревьев, каменные впадины, дорожные колеи и канавы в чистой или богатой органическими веществами воде. Эти характеристики позволяют ему приспособиться его к выживанию при транспортировке на большие расстояния и эксплуатации как городских, так и пригородных сред обитания.
Зимует Aedes koreicus на стадии яйца. Кладки его яиц засухо- и морозоустойчивы.
Первое документальное подтверждение того, что Aedes koreicus обосновался за пределами своего естественного ареала, было в Бельгии в 2008 году, что обозначило его как инвазивный вид, способный переноситься по всему миру. В 2011 году было обнаружено, что он основался в провинции Беллуно, регион Венето, Италия и в 2013 году в приграничном швейцарско-итальянском регионе. Учитывая его способность выживать зимой в северной Европе и извлекать выгоду из транспорта с помощью человека, этот вид может быть интродуцирован и прижиться в других странах с умеренным климатом с климатом, аналогичным тем, где он уже прижился.

## Генетика
В 2020 впервые определили последовательность митохондриального генома Aedes koreicus, собранного в Южной Корее. Его митохондриальный геном имеет длину 15 840 пар оснований (bp) и состоит из 13 генов, кодирующих белок, 22 генов транспортной РНК, 2 генов рибосомной РНК и некодирующей области.

## Медицинское значение
Взрослые особи Aedes koreicus питаются кровью людей, домашних животных и сельскохозяйственных животных в дневные и ночные часы, и было продемонстрировано, что они являются переносчиками вируса японского энцефалита и круглого сердечного червя собак (Dirofilaria immitis), а также потенциального переносчика других арбовирусов и нематоды Brugia malayi, которая вызывает слоновую болезнь (лимфатический филяриатоз).
Также способны переносить сразу несколько патогенов. В их числе — вирус Чикунгунья, вирус денге, вирус Зика, вирусы, которые вызывают желтую лихорадку и лихорадку Западного Нила.

## Таксономия и этимология
В 1917 году британский энтомолог Фредерик Эдвардс (англ. Frederick Wallace Edwards, 1888—1940) впервые описал этот вид по материалам из Кореи и дал ему название Ochlerotatus koreicus (koreicus — из Кореи). В настоящее время вид включён в род кусаков (Aedes) (в переводе с греч. — «гнусный») и назван Aedes koreicus (иногда рассматривался в качестве вариации или подвида в составе вида Aedes japonicus).